# Богайлы (озеро)
Богайлы́ (также Багайлы́, Кунтуган, Каптуган, Кичик-Бель; (укр. Богайли, крымскотат. Bağaylı gölü, Багъайлы голю) — солёное озеро, расположенное на юге Сакского района; 5-е по площади озеро Сакского района. Тип общей минерализации — солёное. Происхождение — лиманное. Группа гидрологического режима — бессточное.

## География
Входит в Евпаторийскую группу озёр. Площадь зеркала — 0,95 км², водосборного бассейна — 77,5 км², длина — 1,3 км, средняя ширина — 0,7 км, наибольшая — 1,3 км, средняя глубина — 0,8 м, наибольшая — 1,4 м. Высота над уровнем моря: 0,3 м. Ближайший населённый пункт — село Фрунзе, расположенное непосредственно восточнее озера. Озеро является лечебным и используется для рекреации.
Богайлы отделено от Чёрного моря перешейком. Озёрная котловина водоёма неправильной удлинённой формы, вытянутая с запада на восток. Берега пологие, за исключением южного — обрывистый. Восточный берег извилистый. На востоке впадают два маловодных ручья, на современных картах названий не имеющих, на карте 1842 года меньший, северный водоток, подписан, как Лощина Кару, южный — как река Тереклав.
На дне залегает толща донных отложений: илистые чёрные в верхнем слое, затем серые и стально-серые, иногда с голубоватым оттенком. Высшая водная растительность развивается успешно лишь в опреснённых верховьях озёр и у выходов маломинерализованных подземных вод. Озеро зарастает водной растительностью преимущественно на опреснённых участках — в лагунах у пересыпей, в устьях впадающих балок, в зоне выходов подземных вод. Тут интенсивно развиваются различные водоросли, вплоть до цветения воды. В некоторые годы водоросли придают летом озёрной рапе красноватый или зеленоватый оттенок.
Среднегодовое количество осадков — около 400 мм. Питание: смешанное — поверхностные и подземные воды Причерноморского артезианского бассейна, морские фильтрационные воды.

## История
Во время Крымской войны 2 сентября 1854 году на пересыпь, которая отделяет Кичик-Бель от моря, происходила высадка с кораблей французских экспедиционных сил. Высадка прошла беспрепятственно. Севернее в нескольких милях высадились англичане.

## Хозяйственное значения
Грязи (иловые сульфидные приморского типа) озера отнесены к категории лечебных и по этому озеро является местом рекреации. Является одним из 14 грязевых месторождений Крыма, имеющих утверждённые Советом Министров УССР зоны санитарной охраны. Согласно постановлению Кабинета Министров Украины от 11.12.1996 года № 1499 «Об утверждении перечня водных ресурсов, относящихся к категории лечебных», является одним из 13 грязевых месторождений Крыма признанных лечебными.